# Stigmatul răului

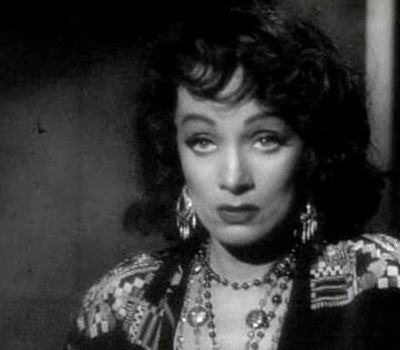
Marlene Dietrich

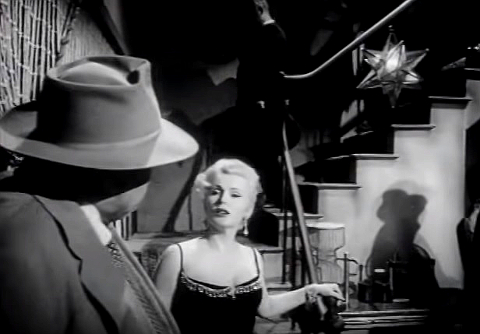
Zsa Zsa Gabor

Stigmatul răului (titlul original: în engleză Touch of Evil) este un film noir lansat în anul 1958, scris și regizat de Orson Welles.

## Influențe
În serialul Doctor House Dr. Wilson are în spatele biroului un poster Touch of Evil al variantei reeditate din 1998  Arhivat în 4 martie 2009, la Wayback Machine..

## Distribuție
- Charlton Heston – Ramon Miguel Vargas
- Janet Leigh – Susan Vargas
- Orson Welles – Hank Quinlan
- Joseph Calleia – Pete Menzies
- Akim Tamiroff – unchiul Joe Grandi
- Joanna Cook Moore – Marcia Linnekar
- Ray Collins – procurorul districtual Adair
- Dennis Weaver – Night Manager
- Val de Vargas – Pancho
- Mort Mills – Al Schwartz
- Victor Millan – Manolo Sanchez
- Lalo Rios – Risto
- Phil Harvey – Blaine
- Joi Lansing – Blonde
- Harry Shannon – Gould
- Rusty Wescoatt – Casey
- Wayne Taylor – Gang Member
- Ken Miller – Gang Member
- Raymond Rodriguez – Gang Member
- Arlene McQuade – Ginnie
- Zsa Zsa Gabor – Strip-club owner
- Marlene Dietrich – Tana
- Mercedes McCambridge – Hoodlum
- Keenan Wynn – Man
- Joseph Cotten – Detective